# DMRTC2
DMRTC2 (англ. DMRT like family C2) – білок, який кодується однойменним геном, розташованим у людей на довгому плечі 19-ї хромосоми. Довжина поліпептидного ланцюга білка становить 367 амінокислот, а молекулярна маса — 39 124.
| 10         |  | 20         |  | 30         |  | 40         |  | 50         |
| ---------- |  | ---------- |  | ---------- |  | ---------- |  | ---------- |
| MEPSDMPAGY |  | HCPLDSAPWD |  | ETRDPQSTEL |  | IPRRAISRSP |  | TCARCRNHGV |
| TAHLKGHKRL |  | CLFQACECHK |  | CVLILERRRV |  | MAAQVALRRQ |  | QEAQLKKHLM |
| RRGEASPKAP |  | NHFRKGTTQP |  | QVPSGKENIA |  | PQPQTPHGAV |  | LLAPTPPGKN |
| SCGPLLLSHP |  | PEASPLSWTP |  | VPPGPWVPGH |  | WLPPGFSMPP |  | PVVCRLLYQE |
| PAVSLPPFPG |  | FDPGTSLQLP |  | THGPFTTCPG |  | SHPVLTAPLS |  | GEPQGPPSQP |
| RTHSTLILQP |  | CGTPDPLQLQ |  | PQASGASCLA |  | RTSGPSEWQL |  | QQEAAEALVG |
| LKDSSQAPRV |  | TPSVPPNPAW |  | ISLLHPCGPP |  | APAGGRGFQP |  | VGPCLRPSPA |
| PSVALHIGRL |  | GSISLLS    |  |            |  |            |  |            |

A: Аланін

C: Цистеїн

D: Аспарагінова кислота

E: Глутамінова кислота

F: Фенілаланін

G: Гліцин

H: Гістидин

I: Ізолейцин

K: Лізин

L: Лейцин

M: Метіонін

N: Аспарагін

P: Пролін

Q: Глутамін

R: Аргінін

S: Серин

T: Треонін

V: Валін

W: Триптофан

Задіяний у таких біологічних процесах, як транскрипція, регуляція транскрипції, диференціація клітин, альтернативний сплайсинг. 
Білок має сайт для зв'язування з іонами металів, іоном цинку, ДНК. 
Локалізований у ядрі.